# Jede Stimme GILT
Die Liste Roland Düringer – Meine Stimme gilt (Eigenschreibweise Meine Stimme G!LT, Kurzbezeichnung: G!LT) ist eine Partei in Österreich. Sie wurde im September 2016 vom österreichischen Schauspieler, Kabarettisten, Schriftsteller und politischen Aktivisten Roland Düringer gegründet.

## Parteigründung
Die Gründung der Partei „Liste Roland Düringer – Meine Stimme gilt“ erfolgte am 21. September 2016 durch Düringer in Wien. Seine Gründe dafür beschreibt Düringer in seinem Buch MEINE STIMME G!LT ... UND DEINE? Er kritisiert darin, dass das Prinzip der repräsentativen Demokratie lediglich erlaubt, dass die Bevölkerung alle fünf Jahre eine Entscheidung treffen darf. Ab dann herrschen nach seiner Auffassung nur noch einige wenige, die seiner Meinung nach keinesfalls als repräsentativ für alle Österreicher bezeichnet werden können. G!LT setzt sich gegen die derzeit in Österreich gelebte Form der repräsentativen Demokratie ein. Diese wird als korruptionsanfällig und als Scheindemokratie bezeichnet. G!LT steht nach eigener Aussage für eine Offene Demokratie.

## Inhaltliche Positionen
G!LT verfügt über kein Parteiprogramm, respektiert aber alle moralischen Grundwerte, wie zum Beispiel die Menschenrechte. Parteiprogramme lösen keine Probleme, nur eine repräsentative Auswahl an Bürgern kann im Diskurs nachhaltige Ergebnisse liefern, so Düringer. G!LT stehe für das System der Offenen Demokratie und beschreibe keine Ideologie. Daher habe man auch kein Parteiprogramm. Selbst wenn G!LT dem Wahlrecht entsprechend eine politische Partei ist, findet stattdessen allgemein die Eigenbezeichnung „Partie“ Verwendung.

## Nationalratswahl 2017
Nachdem dutzende Sympathisanten in ganz Österreich erfolgreich Unterstützungs-Erklärungen (2.600 Unterschriften sind erforderlich, ca. 4.500 wurden erreicht) sammelten, wurde die Partei am Ende dieser Abgabefrist am 18. August 2017 zur Nationalratswahl im Oktober 2017 zugelassen. G!LT stand zur Nationalratswahl 2017 in allen österreichischen Bundesländern zur Wahl und erhielt 0,95 % der gültigen Stimmen (dies waren absolut 48.234 Stimmen). Die Partei konnte aber aufgrund der Vier-Prozent-Hürde kein Nationalratsmandat erringen.

## Wahlen nach 2017
Für die Nationalratswahl in Österreich 2019 wollte G!LT erneut in ganz Österreich auf dem Stimmzettel stehen. Dieses Ziel wurde jedoch letztendlich verfehlt, denn die Partei erhielt lediglich in den Bundesländern Vorarlberg und Tirol die ausreichende Anzahl der Unterstützungserklärungen. Dort erreichte man insgesamt 1.767 Wählerstimmen.
Für die Landtagswahl in Vorarlberg im Oktober 2019 brachte G!LT im Bezirk Feldkirch einen Wahlvorschlag ein und erreichte dort 0,5 % der Wählerstimmen.
Für die durch die Coronakrise von März auf September verschobenen Gemeindevertretungs- und Bürgermeisterwahlen 2020 brachte G!LT einen Wahlvorschlag in der Gemeinde Koblach. G!LT erreichte dort auf Anhieb 14,23 % der Wählerstimmen und 3 Mandate. G!LT ist dadurch auch mit 1 Sitz im Gemeindevorstand vertreten.
Am 15. März 2024 berichteten Medien darüber, dass die Listen Xi – Chance Zukunft, Wandel, Heimat aller Kulturen sowie die Liste Jede Stimme GILT in einem Wahlbündnis bei der Landtagswahl am 13. Oktober 2024 antreten wollen würden. Dem widersprach wenige Tage später Fayad Mulla, Vorsitzender der Partei Wandel.  Am 26. April bestätigten die drei anderen Parteien, dass man als Wahlbündnis antreten werde.

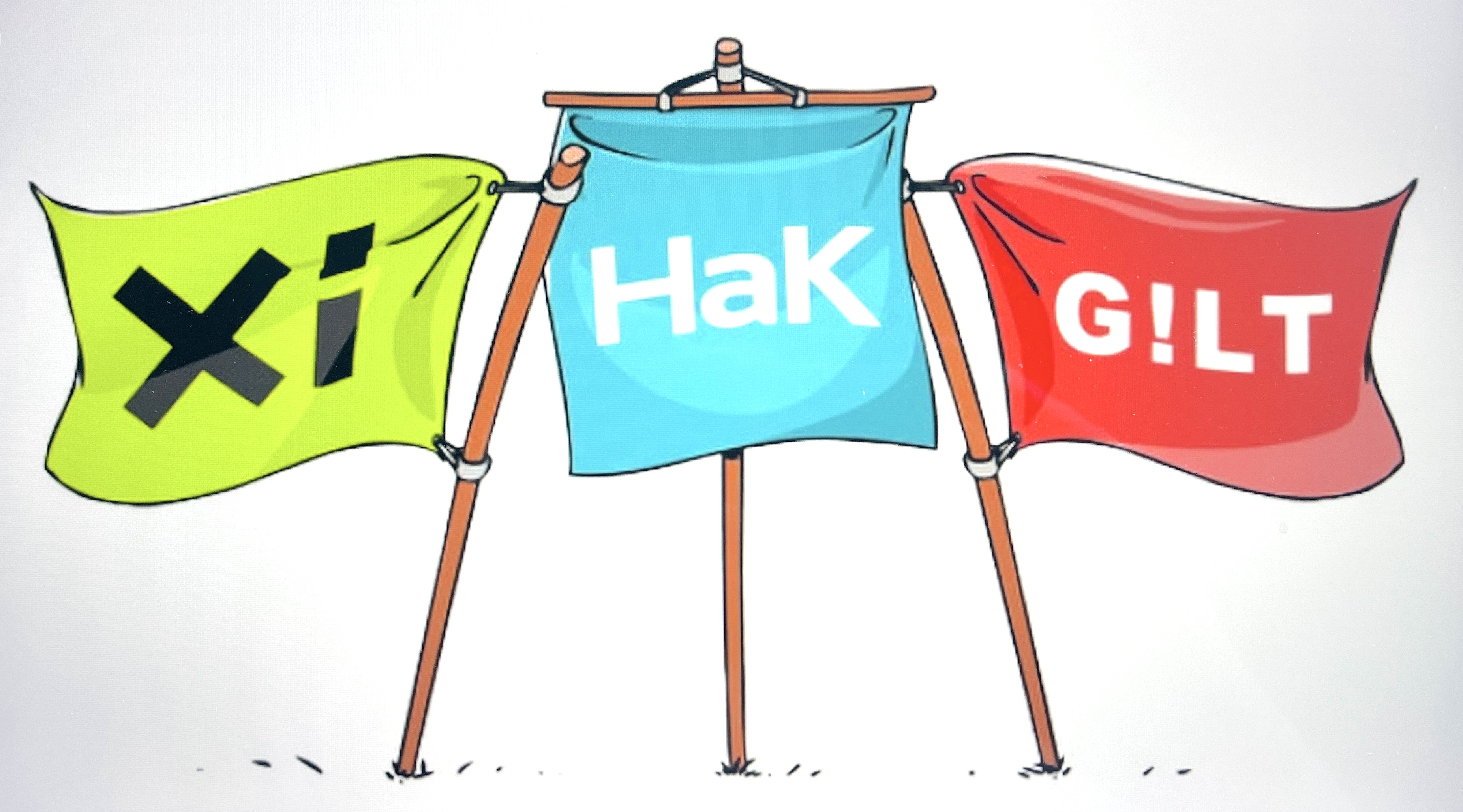
Logo des Wahlbündnisses Xi – HaK – GILT für die Landtagswahl in Vorarlberg 2024